# Halichoeres aestuaricola
Donzelle des mangroves
Espèce
Synonymes
- Iridio bimaculata Wilson, 1916[1]

Statut de conservation UICN

 DD  : Données insuffisantes
Halichoeres aestuaricola, communément appelé la Donzelle des mangroves, est une espèce de poissons osseux de la famille des Labridae.

## Répartition et habitat
Halichoeres aestuaricola se rencontre sur les côtes du Pacifique Est depuis le golfe de Californie jusqu'à la Colombie et ce à une profondeur de 0 à 5 m et plus généralement de 0 à 3 m.
Cette espèce affectionne plus particulièrement les fonds sableux ou vaseux des mangroves et estuaires mais peut occasionnellement se rencontrer sur les fonds rocheux des côtes marines. 

## Description
Les mâles de cette espèce peuvent mesurer jusqu'à 22 cm de longueur totale.

## Halichoeres aestuaricolaet l'Homme
Cette espèce ne présente aucun intérêt commercial et ne fait pas partie des espèces consommées.

## Étymologie
Son nom spécifique, du latin aestuarius, « estuaire », et du suffixe -cola, « habitant », lui a été donné en référence à son biotope.

## Publication originale
- (es) William A. Bussing, « Halichoeres aestuaricola, un nombre para reemplazar al del pez lábrido del Pacífico oriental tropical, Iridio bimaculata Wilson, con una redescripción con base en nuevo material », Brenesia, Costa Rica, vol. 1972, no 1,‎ 1972, p. 3-7 (ISSN 0304-3711).